# South Pekin
South Pekin és una vila al Comtat de Tazewell a l'estat d'Illinois (Estats Units). Segons el cens del 2000, South Pekin tenia 1.162 habitants, 417 habitatges, i 314 famílies. La densitat de població era de 1.043,4 habitants/km².
Dels 417 habitatges en un 42,4% hi vivien nens de menys de 18 anys, en un 56,4% hi vivien parelles casades, en un 14,9% dones solteres, i en un 24,5% no eren unitats familiars. En el 18,9% dels habitatges hi vivien persones soles el 7,9% de les quals corresponia a persones de 65 anys o més que vivien soles. El nombre mitjà de persones vivint en cada habitatge era de 2,78 i el nombre mitjà de persones que vivien en cada família era de 3,12.
Per edats la població es repartia de la següent manera: un 31% tenia menys de 18 anys, un 9,1% entre 18 i 24, un 32,3% entre 25 i 44, un 18,1% de 45 a 60 i un 9,6% 65 anys o més.
L'edat mediana era de 31 anys. Per cada 100 dones de 18 o més anys hi havia 95,1 homes.
La renda mediana per habitatge era de 40.455 $ i la renda mediana per família de 42.102 $. Els homes tenien una renda mediana de 32.292 $ mentre que les dones 20.125 $. La renda per capita de la població era de 15.717 $. Aproximadament el 6,1% de les famílies i el 7,1% de la població estaven per davall del llindar de pobresa.

## Poblacions properes
El següent diagrama mostra les poblacions més properes.